# Sjoukje Hooymaayer
Sjoukje Hooymaayer, née Sjoukje Marijke Hooijmaaijer le 27 juillet 1940 à Laren et morte le 19 septembre 2018 à Hilversum, est une actrice néerlandaise.

## Filmographie

### Cinéma et téléfilms
- 1971 : Arsène Lupin : Hélène (épisode 7, saison 1 : La Chaîne Brisée)
- 1977 : Ieder zijn deel (nl)
- 1981 : Nestwarmte
- 1981-1993 : Zeg 'ns Aaa (nl) : Docteur Lydie van der Ploeg
- 1982 : Knokken voor twee : Mère rdeRuud
- 1992 : Ha, die Pa! (nl) : Hanna Schwartz
- 1994 : 12 steden, 13 ongelukken (nl) : Mme de Wind
- 1994-1998 : Zonder Ernst (nl) : Jet Valkenburg
- 2002 : Hartslag : Romy Snel
- 2003 : Liever verliefd (nl) : Sylvia
- 2003 : Meiden van De Wit (nl) : Heleen Savernije
- 2004 : Sinterklaasjournaal (nl) : Mère de Postbode Piet
- 2006 : Boks (nl): Marjolein Koch
- 2007 : Grijpstra & De Gier (nl) : Carola Kelleman
- 2009 : Zeg 'ns Aaa (nl) : Docteur Lydie van der Ploeg
- 2011 : Elvis leeft! : Bejaarde dame
- 2013-2015 : Dokter Tinus : Margriet Elsenbosch, la mère  du docteur Tinus